# بی‌ام‌و آر۱۲ (مدل۲۰۲۴)
بی‌ام‌و آر۱۲ (انگلیسی: BMW R12) یک موتورسیکلت تولید شده توسط کمپانی ب‌ام‌و موتوراد است، نام "آر۱۲" که قبلاً توسط ب‌ام‌و برای یک مدل موتورسیکلت از دهه ۱۹۳۰ استفاده می‌شد، در سال ۲۰۲۱ در آلمان و در سطح بین‌المللی در سال ۲۰۲۲ مجدداً توسط سازنده محافظت شد. هر دو مدل در پایان نوامبر ۲۰۲۳ به عنوان جانشین بی‌ام‌و آر ناین‌تی که ده سال قبل معرفی شده بود، ارائه شدند.